# Jaume Creus i Ventura
Jaume Creus i Ventura (Vilassar de Mar, 1885 – Barcelona, 1975) fou un industrial i polític català.

## Biografia
Desenvolupà la seva activitat professional a l'empresa J. Creus Bassa, especialitzada en la comercialització de caps de cotó per a la neteja de maquinària, que havia estat creada pel seu avi i regentada després pel pare. Home d'intensa vida política dins les files del nacionalisme radical, a la Unió Catalanista, Estat Català i, finalment, Esquerra Republicana de Catalunya, gaudí de la màxima confiança del president Francesc Macià, a qui acollí a la seva casa de Sant Bartomeu de la Quadra (Can Creus de Molins de Rei), durant la repressió de la dictadura de Primo de Rivera. El 12 d'abril de 1931, Macià va recórrer els locals de votació en el cotxe dels Creus i era a casa seva quan Lluís Companys va proclamar la República dos dies més tard. Visqué de molt a prop la mort i l'enterrament del president Macià.
Fou vocal de la comissió de la Casa de la Caritat del Patronat de l'Institut d'Assistència Social de Barcelona (1932 – 1934) i membre de la Junta de l'Associació Protectora de l'Ensenyança Catalana. El 1934 fou nomenat Caporal de Partit del Sometent del Pla de Barcelona. Fou soci de la Societat Catalana de Geografia, del Centre Excursionista de Catalunya (en rebé la Medalla d'Or el 1957) i dels Amics de l'Aeròdrom de Canudas. Després dels fets d'octubre de 1934 hagué de marxar a l'exili, primer a Marsella i després a Perpinyà, d'on retornà arran de l'amnistia posterior a les eleccions del febrer de 1936. Durant els bombardejos franquistes a Barcelona, acollí també el president Companys a Can Creus de Molins de Rei. El 1939 emprengué novament el camí de l'exili a França. La seva esposa, Josefa Goig i Vert, militant d'Estat Català, que havia deixat el país el maig de 1938 amb les seves dues filles per a establir-se a Marsella, fou objecte de represàlies per part de les autoritats franquistes, Can Creus fou temporalment confiscat i la parella condemnada a diverses penes econòmiques, d'inhabilitació i de reclusió. Retornat a Catalunya el 1949 i allunyat de la seva família, reprengué l'activitat professional fins al 1961, quan liquidà l'empresa. Passà llargues temporades a partir d'aleshores a El Torricó (la Llitera). El 1965 disposà que, a la seva mort, els seus béns fossin aplicats a l'ensenyament de la llengua catalana.

## Fons personal
El seu fons personal es conserva a l'Arxiu Nacional de Catalunya. El fons és constituït per la documentació aplegada i produïda per Jaume Creus i Ventura, particularment de tipus epistolar. Inclou factures de despeses familiars corrents, una llicència de conducció i documentació d'un automòbil a nom de Josepa Goig. Pel que fa a l'activitat empresarial de J. Creus Bassa, s'hi troba abundant correspondència amb agents i clients, així com factures d'adquisició i reparació de maquinària. El fons inclou també documentació referent a l'activitat excursionista i a l'afició filatèlica del productor. La part amb diferència més destacada, però, correspon a la correspondència tramesa i rebuda amb personatges de la vida política, periodística i social tan destacats com ara el president Lluís Companys, Joan Casanovas, Josep Dencàs, Frederic Escofet, Josep Maria Espanya o Enric Pérez Farràs. El fons aplega també alguns documents referents a l'activitat de Jaume Creus al Patronat de la Casa de la Caritat, així com a la seva militància a Esquerra Republicana de Catalunya i a Estat Català. Finalment, inclou alguns exemplars de la publicació de les joventuts del partit de Macià, així com manifestos i discursos impresos. En el seu conjunt facilita una aproximació a l'activitat empresarial i política d'un personatge ben connectat amb els sectors polítics capdavanters de la Catalunya republicana.